# Distretto di Si Chomphu
Il distretto di Si Chomphu (in thailandese: สีชมพู) è un distretto (amphoe) della Thailandia, situato nella provincia di Khon Kaen.

## Storia
Il distretto è stato istituito come distretto minore (king amphoe) nel 1965 con tre tambon. È stato invece integrato come distretto intero nel 1969.